# Villefort (Lozère)
Villefort è un comune francese di 594 abitanti situato nel dipartimento della Lozère nella regione dell'Occitania.

## Società

### Evoluzione demografica
Abitanti censiti